# A Princesa Cisne (pintura)
A Princesa Cisne (em russo:  Царевна-Лебедь) é uma pintura de Mikhail Vrubel produzida em 1900.